# رژین روبن
رژین روبَن (فرانسوی: Régine Robin‎؛ زادهٔ دسامبر ۱۹۳۹) استاد دانشگاه، نویسنده، مترجم و جامعه‌شناس زن فرانسوی-کانادایی است.

## زندگی‌نامه
رِژین روبَن در سال ۱۹۶۳، در رشته‌های تاریخ و جغرافی از دانشگاه سوربن و در سال ۱۹۶۹، در مقطع دکتری از مدرسه عالی مطالعات علوم اجتماعی پاریس دانش‌آموخته شد. او پس از چند سال تدریس در دانشگاه نانتر پاریس، در ۱۹۷۷ به کانادا مهاجرت کرد و به عنوان استاد جامعه‌شناسی در دانشگاه کبک در مونترآل به تدریس پرداخت.
او به موازات تدریس، آثار متعددی را منتشر کرده‌است که مضمون بیشتر آنها بررسی «هویت» و «فرهنگ» در تاریخ و جامعه است. رژین روبن از پیشگامان آنالیز گفتمان (l'analyse du discours) و نقد جامعه‌شناسی ادبی (l'analyse sociologique de la littérature) یا «سوسیوکریتیک» (la sociocritique) در زیرمجموعهٔ مکتب مونترال (L’École de Montréal) نیز می‌باشد. او دریافت چندین جایزهٔ ادبی را نیز در کارنامهٔ خود دارد.